# Tattenbach (Adelsgeschlecht)

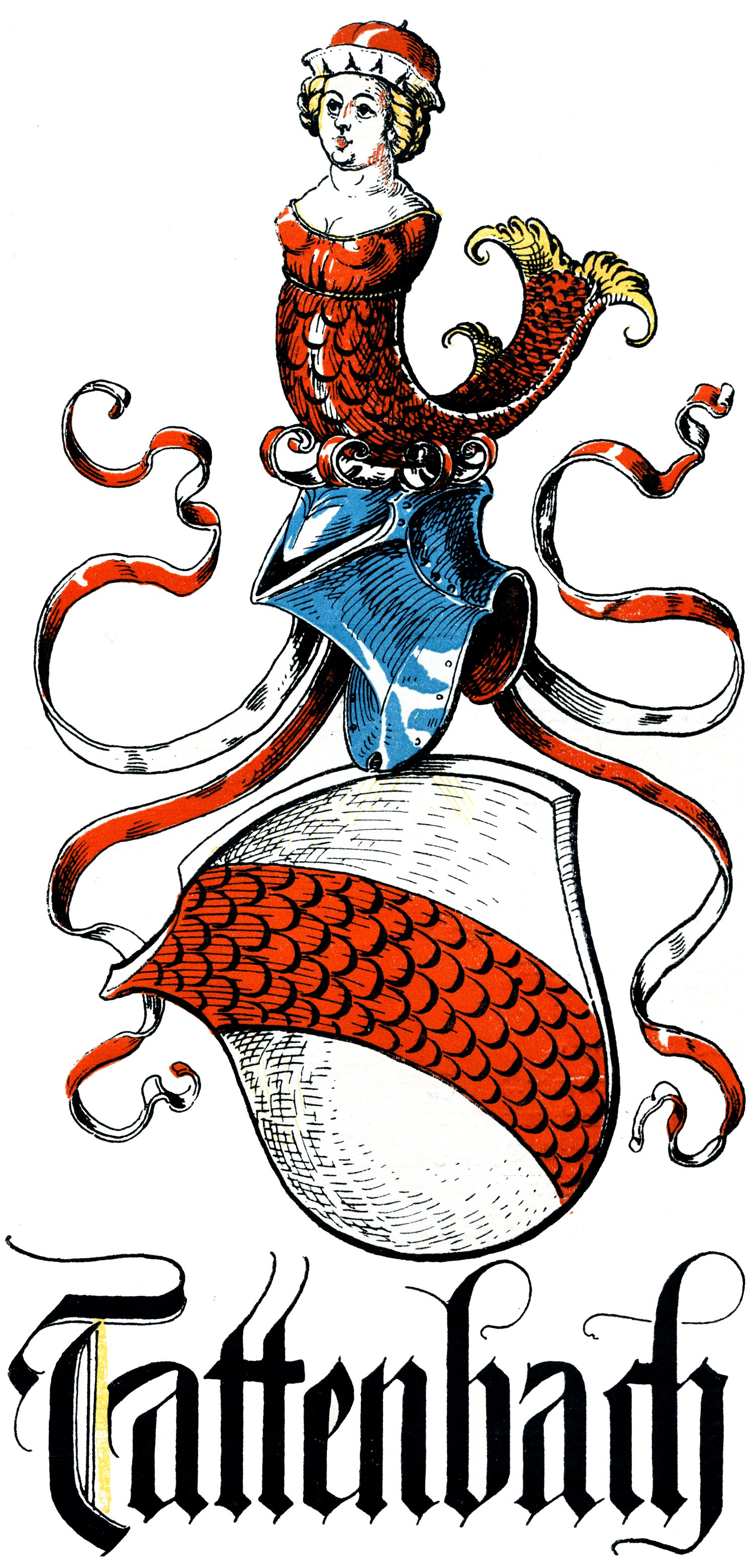
Stammwappen von Otto Hupp im Münchener Kalender von 1901

Die Familie Tattenbach (auch Tettenbach, später Reinstein-Tattenbach) waren ein altbayerisches Adelsgeschlecht katholischer Konfession, das vom Mittelalter bis zum Beginn des 20. Jahrhunderts eine bedeutende Rolle in Bayern spielte und Liegenschaften im gesamten deutschen Sprachraum besaß.

## Geschichte

### Name und Herkunft
Die Familie Tattenbach waren ein altes österreichisches Adelsgeschlecht, das zunächst als Tättenpeck auftritt und das im Mittelalter nach Niederbayern kam. Die Stammreihe beginnt um 1280 mit Otto Tättenpeck, in geänderter Schreibweise nun Tattenbach. Dessen Sohn Ottokar wird 1310 als Herr auf Tattenbach und Lichtenau genannt. Ihr Sitz war in dieser Zeit das Schloss Tattenbach bei Bad Birnbach im Landkreis Rottal-Inn. Anstelle ihres Schlosses, das nicht mehr existiert, gibt es noch heute die Ortsnamen Ober- und Unter-Tattenbach. Sie erhielten 1598 die Würde der Edlen Herren von Ganowitz und 1623 den Reichsfreiherrnstand.

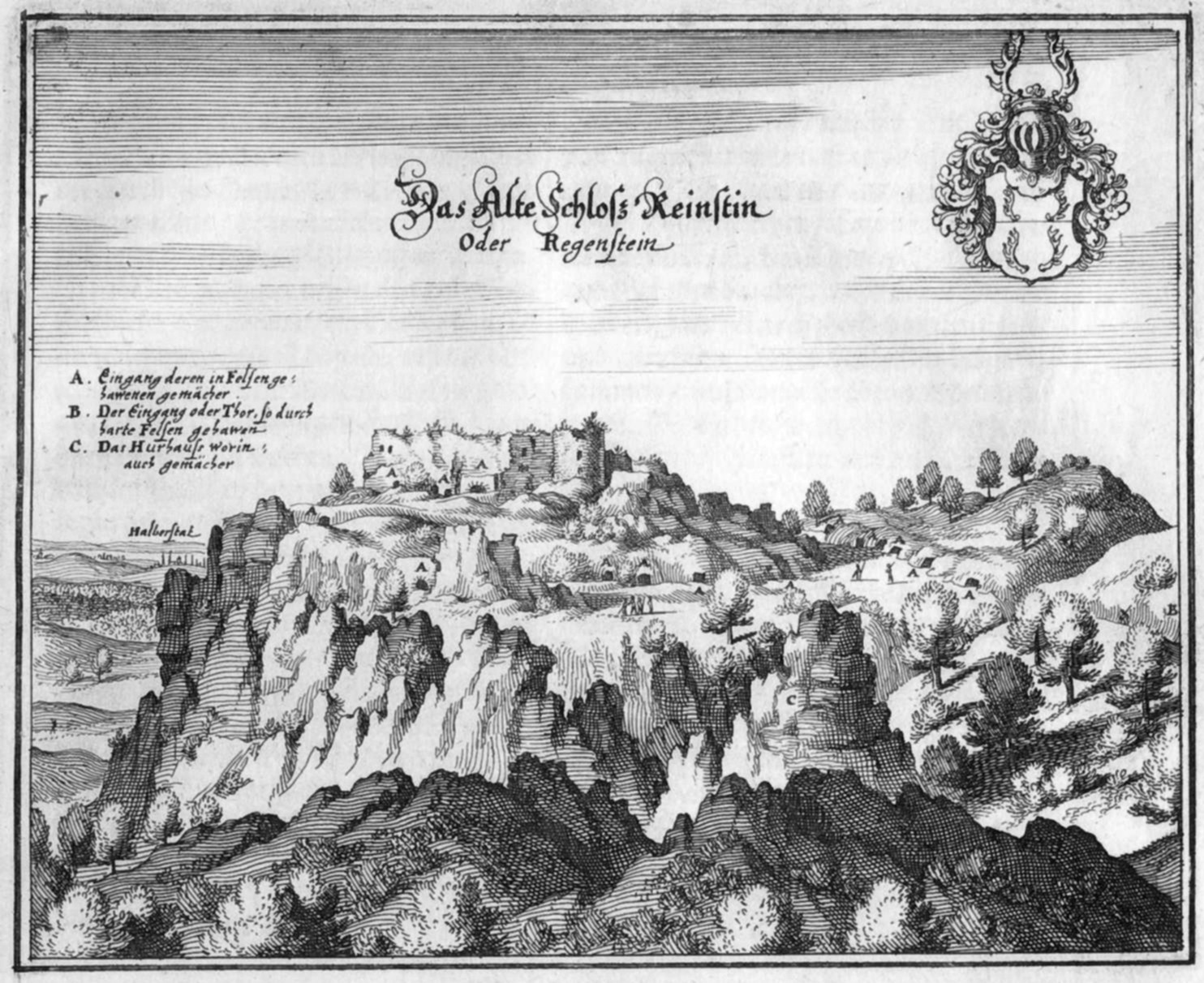
Burg Regenstein (Reinstein) im Harz 1654

Mit Graf Johann Ernst von Rheinstein erlosch 1599 dieses alte Grafengeschlecht. Die Besitzung Rheinstein, Reinstein, oder später als Regenstein geschrieben, im Harzgebirge fiel dann wieder an das Bistum Halberstadt zurück. Von diesem übernahmen 1643 nach mehreren Besitzerwechseln die Tattenbachs die Grafschaft als Lehen mit Namen, sie nannten sich fortan Grafen von Reinstein-Tattenbach. Das Prädikat Grafen von Valley wurde 1656 erteilt.

### Aufteilung in Linien
Der 1310 genannte Ottokar von Tattenbach war der Urgroßvater des Ortolph von Tattenbach, der wiederum der Großvater des Hans von Tattenbach war, der als Ritter, kaiserlicher Rat, Oberst in Kroatien und Hauptmann zu Gurk in Kärnten diente. Zu den Nachkommen dieses Ritters Hans von Tattenbach gehörte der Freiherr Sigismund von Tattenbach, mit dessen drei im Jahr 1637 in den Grafenstand erhobenen Söhnen sich das Geschlecht in drei Linien teilte: eine „ältere bayerische“, eine „jüngere bayerische“ und die „vogtländische“ Linie.
- Die ältere bayerische Linie geht auf Johann Christoph von Tattenbach zurück. Er hinterließ drei Söhne, von denen besonders der mittlere, Wilhelm († 1661), große Bedeutung erlangte. Wilhelm war königlich und kaiserlicher Geheimrat sowie Grossprior des Johanniterordens. Von Erzherzog Leopold Wilhelm in seiner Funktion als Bischof von Halberstadt, erhielt er 1644 den Reichsgrafenstand von Reinstein, Sitz und Stimme auf Reichs- und Kreistagen, sowie die Ausübung des Münzrechts. Seine zahlreichen Besitzungen, in der Untersteiermark (heute Slowenien), sowie in Schlesien gingen nach seinem Tod auf seinen Neffen Gotthard über, danach auf dessen ältesten Sohn Johann Erasmus. Johann Erasmus war an der Magnatenverschwörung gegen den Kaiser beteiligt und wurde 1671 in Graz enthauptet, der Besitz in Slowenien und Schlesien wurde konfisziert. Die Grafschaft Reinstein (Regenstein) fiel in Folge an den Kurfürsten Friedrich Wilhelm von Brandenburg.  Die ältere bayerische Linie hatte ab 1673 noch einen Herrschaftssitz in Baumgarten (Landkreis Rottal-Inn) unweit vom ursprünglichen Ober- und Untertattenbach. Sie erlosch mit dem Tod des Josef Ferdinand von Reinstein-Tattenbach, Reichsgraf des Heiligen Römischen Reiches, Graf von Valley, Freiherr zu Ganowitz (Gonowitz), kurbayerischer Oberst-Hofmeister und Minister, am 19. November 1802.

- Die jüngere bayerische Linie geht auf Wolfgang Friedrich von Tattenbach zurück. Sie gehörte besonders im Innviertel zu den größten Grundbesitzern, wo sie 1779 von insgesamt 88 dort vorhandenen Herrschaften 14 besaßen. Johann Adolf Freiherr von Tattenbach dürfte als Bauernschinder bei seinen Untertanen nicht sehr beliebt gewesen sein, da ihm diese 1626 zweimal sein Schloss in St. Martin im Innkreis anzündeten.[1] Im Gegensatz zu seinem Vater wird Gottfried Wilhelm Reichsgraf von Tattenbach als milder Herr beschrieben. Sein Sohn Ferdinand Josef Graf von Tattenbach wurde 1712 von gedungenen Mördern erschossen. Diese Linie der Familie erlosch mit dem kurbayerischen Kämmerer Heinrich am 3. Oktober 1821. Er hinterließ einen riesigen Grund- und Güterbesitz, der unter anderem  Valley in heutigen Landkreis Miesbach, St. Martin im Innkreis, Maxlrain im Landkreis Rosenheim und Adldorf (bis 1802 zu Baumgarten gehörend, geerbt von Josef Ferdinand von Tattenbach) umfasste. Aufgrund seines Testaments fielen diese Gütermassen an seinen Neffen Maximilian von Arco, der schließlich auch die Liegenschaften der anderen Linien auf sich vereinigen konnte, zu denen die Hofmarken wie Zell in Niederbayern, Falkenberg Ndb. und Malgersdorf gehörten. Seine Nachkommen leben noch heute auf dem Schloss in St. Martin im Innkreis und besitzen die Güter Valley, Adldorf und Baumgarten.

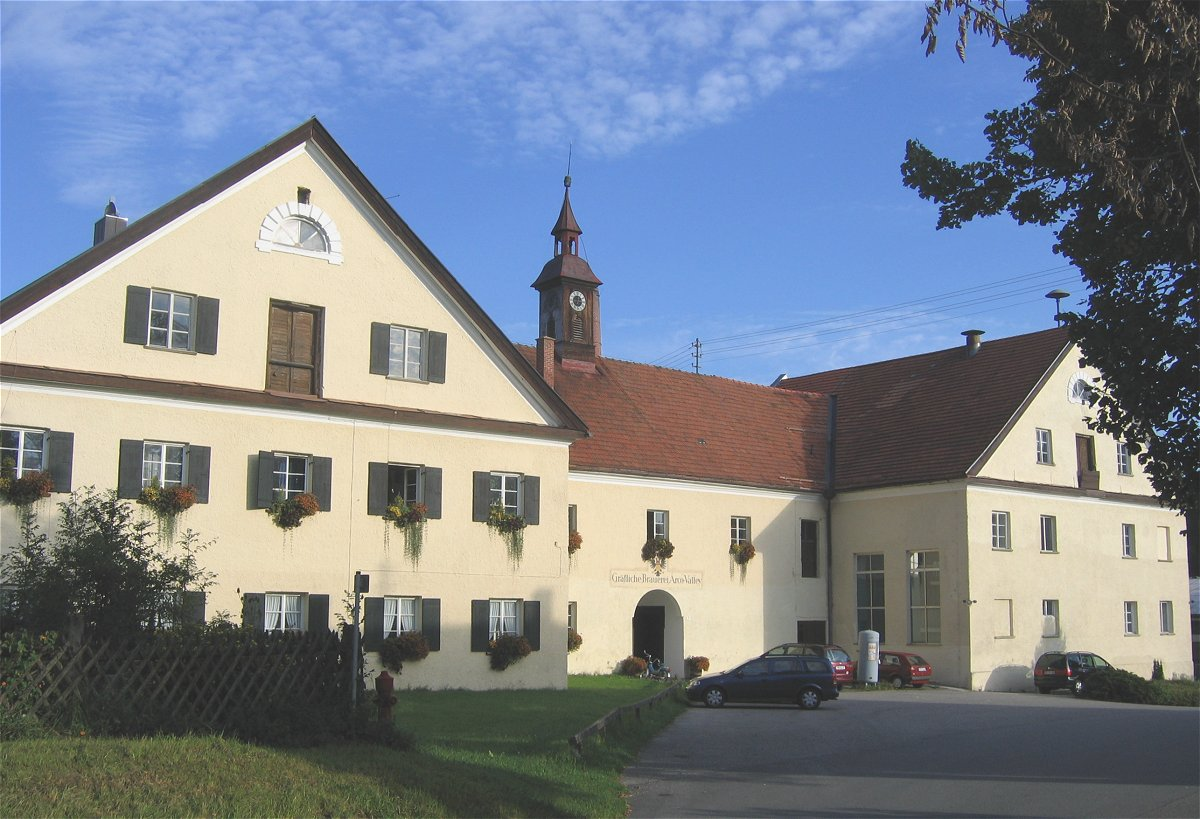
Das Neue Schloss in Valley, Oberbayern
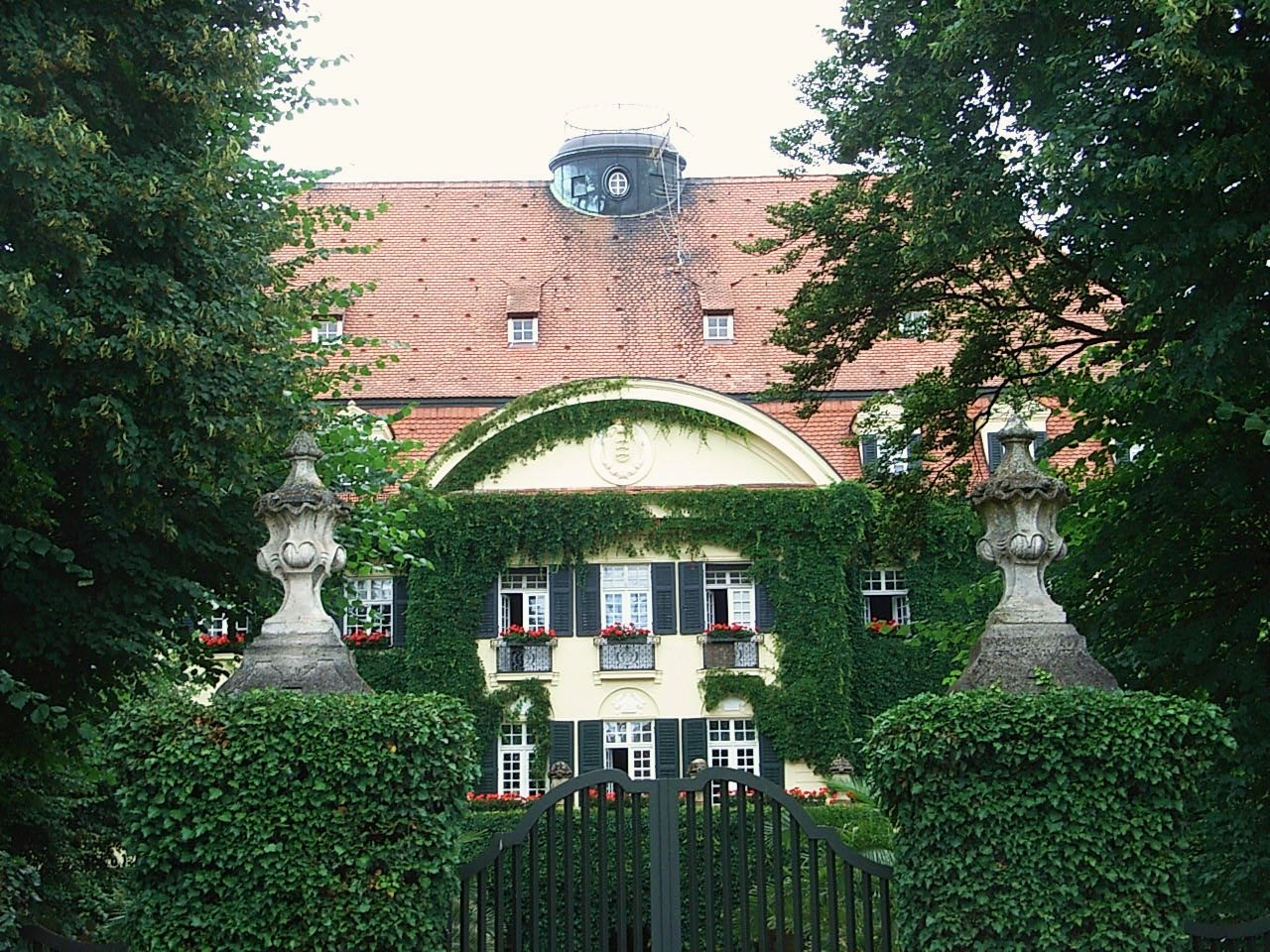
Schloss Adldorf, Niederbayern
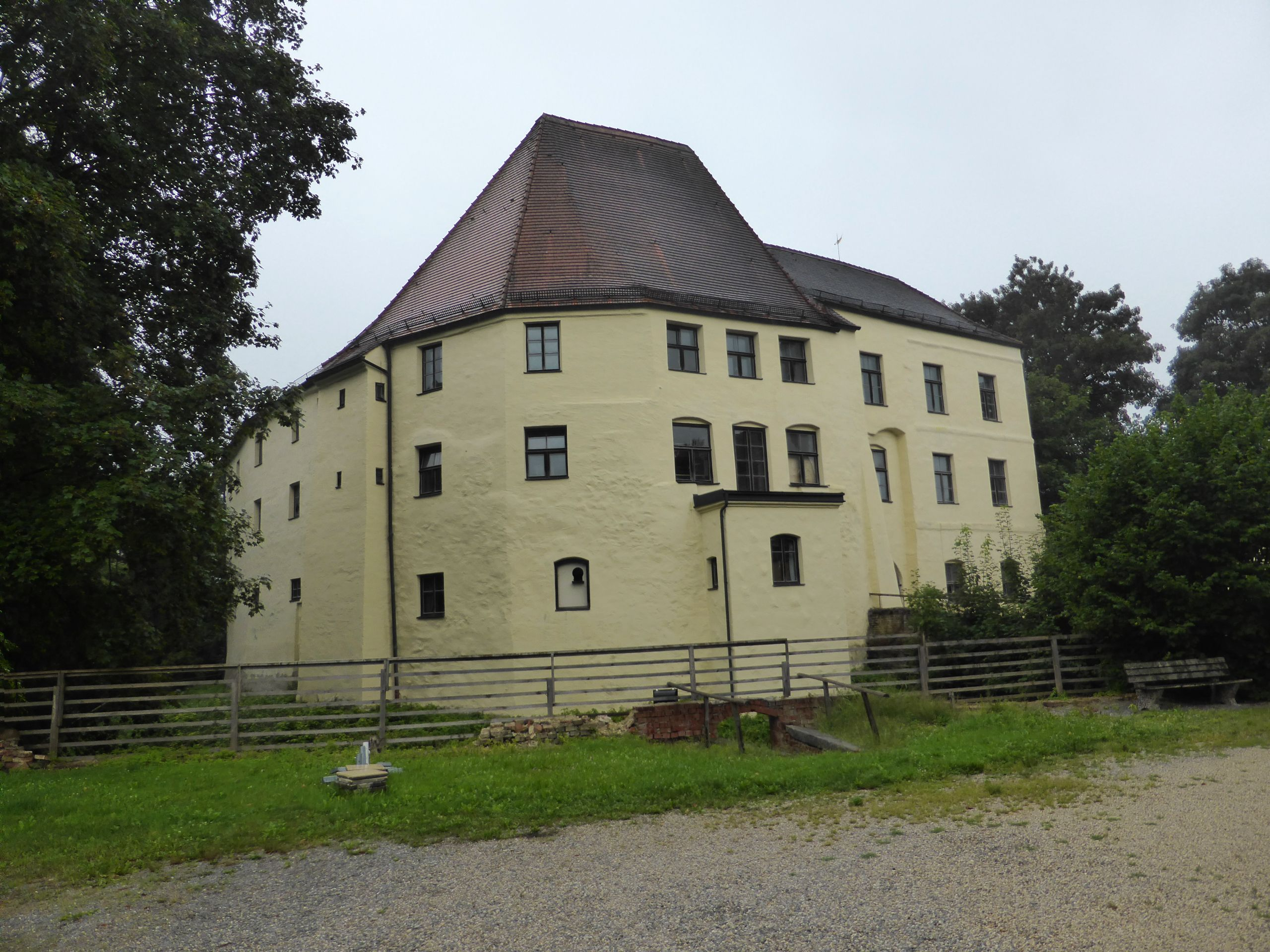
Schloss Baumgarten, Niederbayern
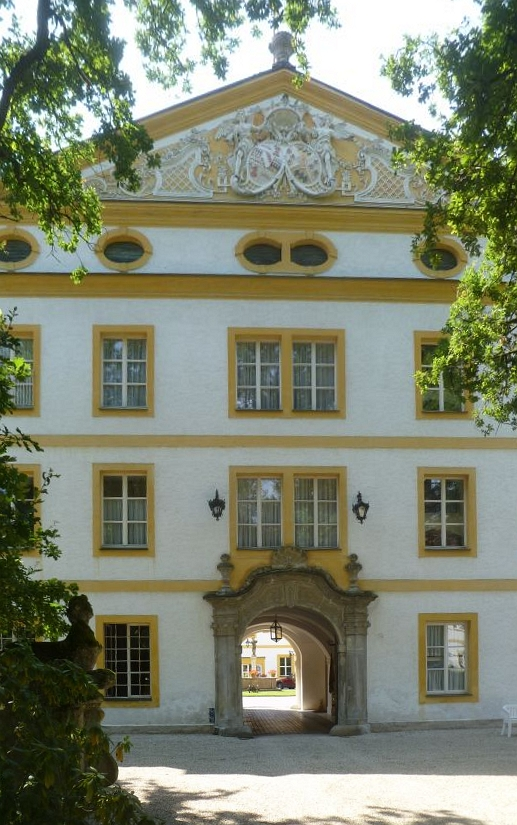
Schloss Sankt Martin im Innkreis, Oberösterreich
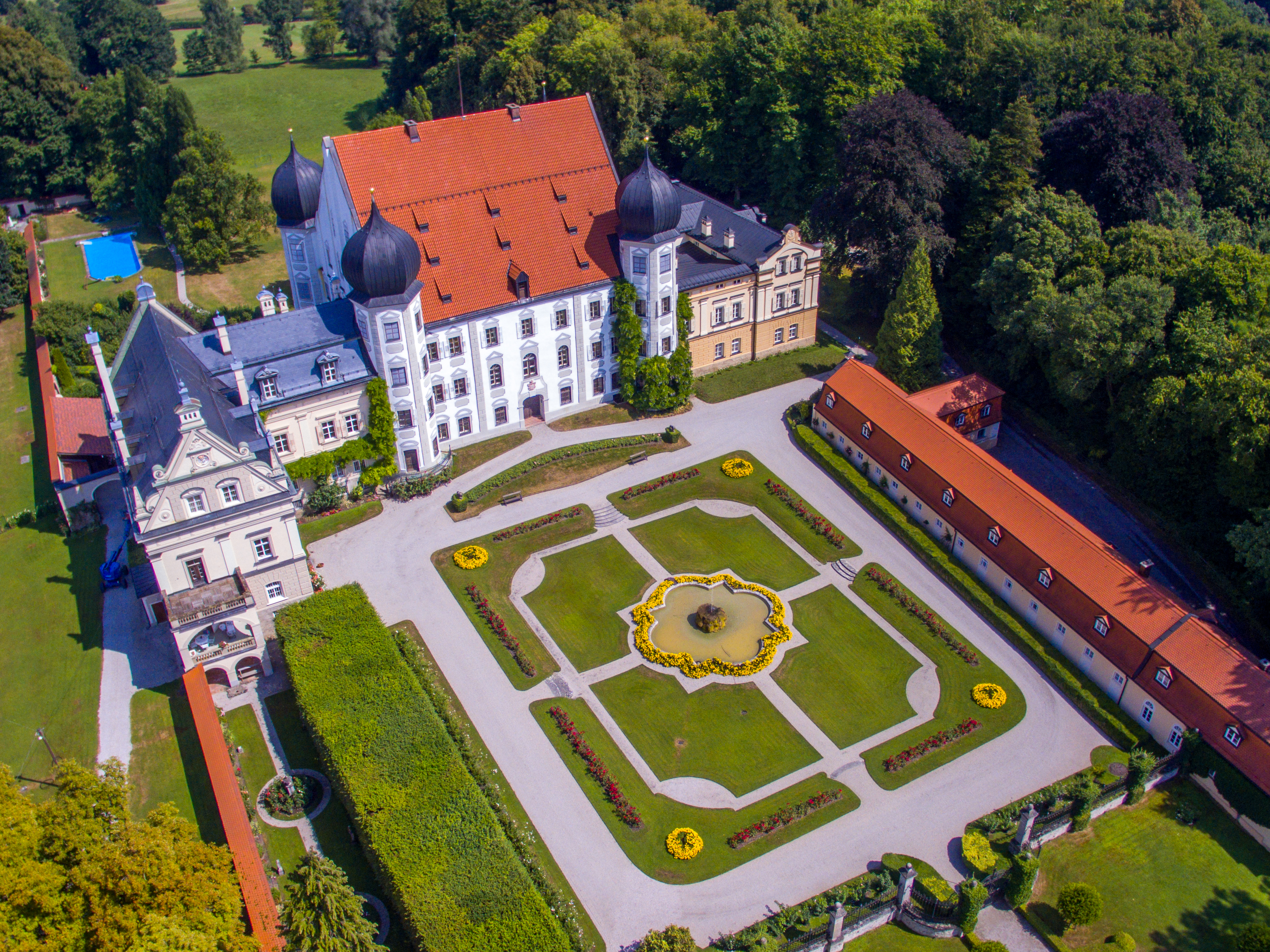
Schloss Maxlrain, Oberbayern

- Die vogtländische Linie gründete Gotthard, sie hatte ihren Sitz in Geilsdorf, Gemeinde Weischlitz, diese Linie ist nicht ausgestorben. Das von den Grafen von Tattenbach errichtete Wasserschloss war ab 1866 nicht mehr bewohnt. Zu dieser Linie gehört Johann Ludwig August Franz Wilhelm, Graf von Tattenbach (* 26. September 1816), kurbayerischer Kämmerer und Oberst. Weitere Nachkommen dieser Linie findet man als hochrangigen Militärs und Diplomaten des Königreich Bayern.

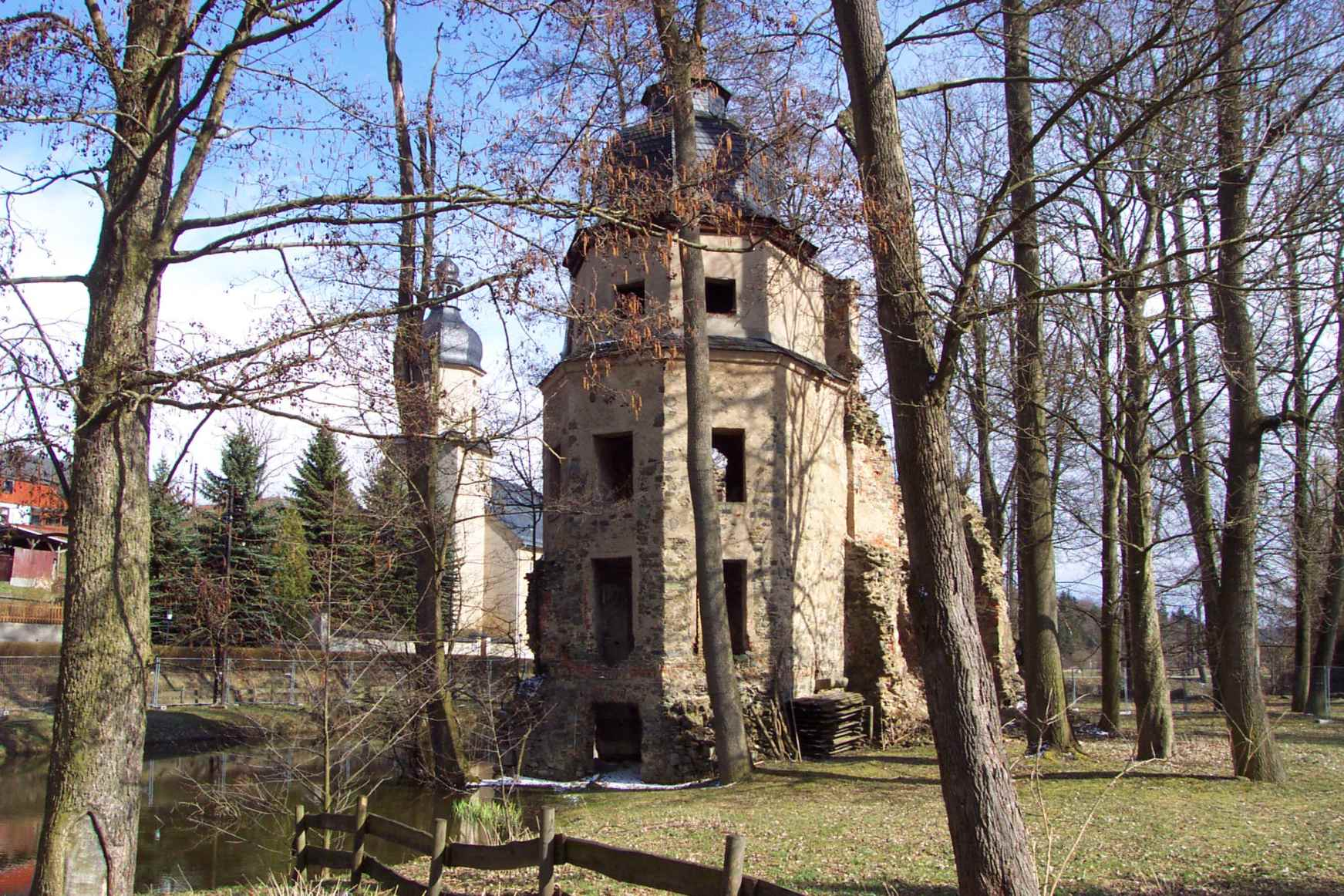
Ruine von Schloss Geilsdorf, Vogtland

## Bedeutende Personen
- Christian von Tattenbach (1846–1910), deutscher Diplomat
- Franz von Tattenbach (Diplomat) (1896–1974), deutscher Diplomat
- Franz von Tattenbach (Jesuit) (1910–1992), deutscher Jesuit
- Georg Ignaz von Tattenbach, in Braunau am Inn Generalwachtmeister von Kurfürst 
 Maximilian II. Emanuel
- Hans Erasmus von Tattenbach (1631–1671), Beteiligter an der Magnatenverschwörung
- Johann Christoph von Tattenbach († 1659), Opfer des Raubmordes auf Schloss Freizell[2]

## Wappen

### Entwicklung

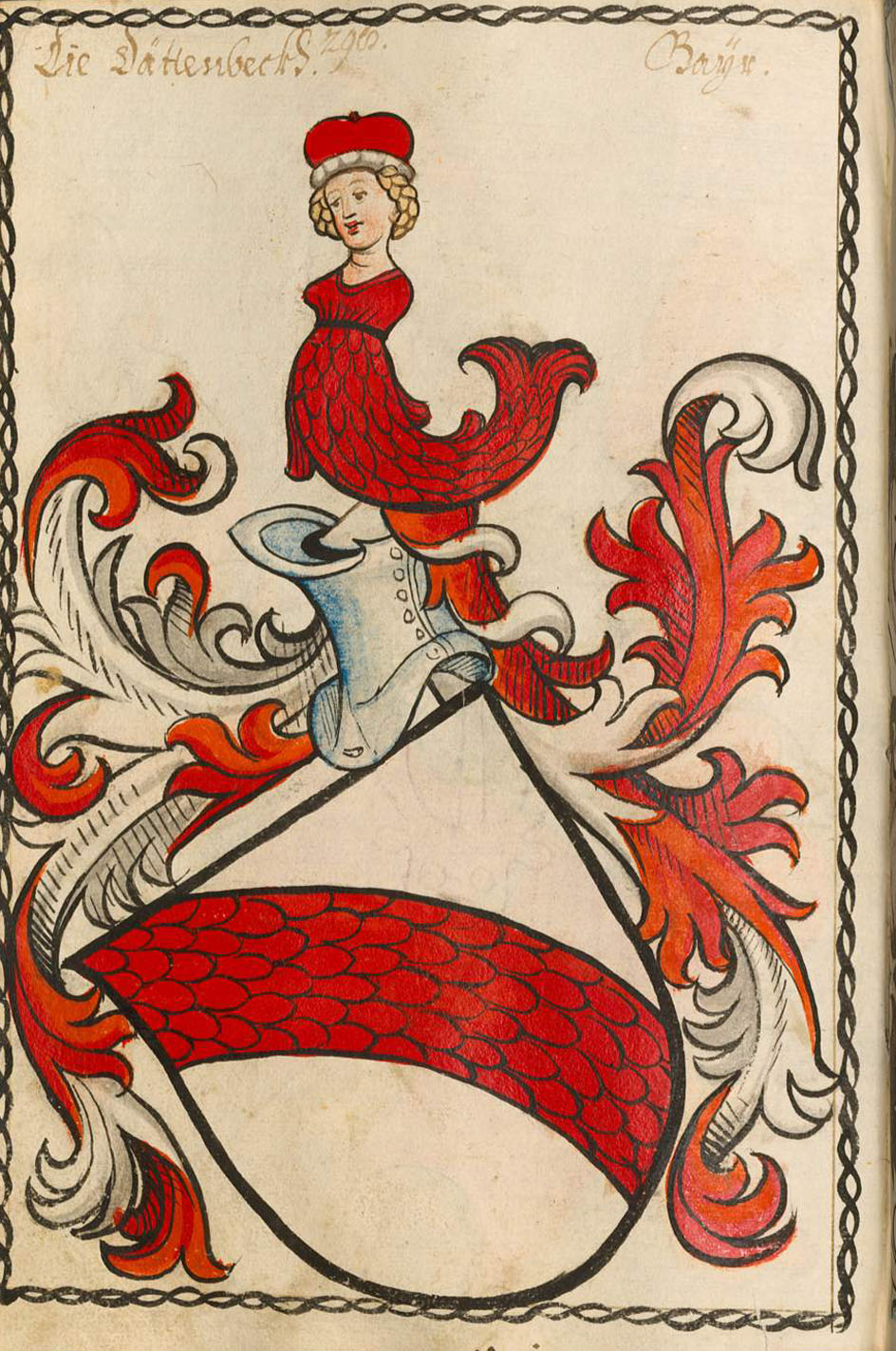
Stammwappen derer von Tattenbach im Scheiblerschen Wappenbuch
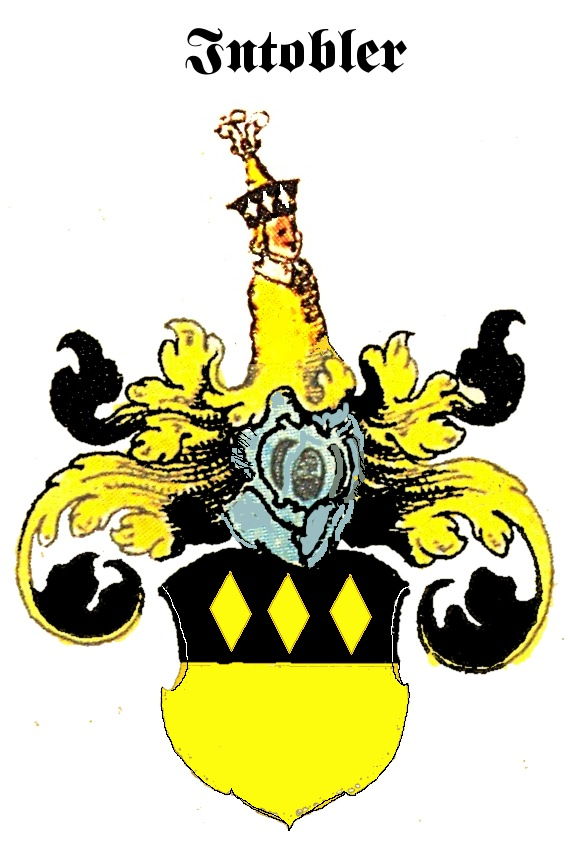
Wappen der ausgestorbenen Intobler
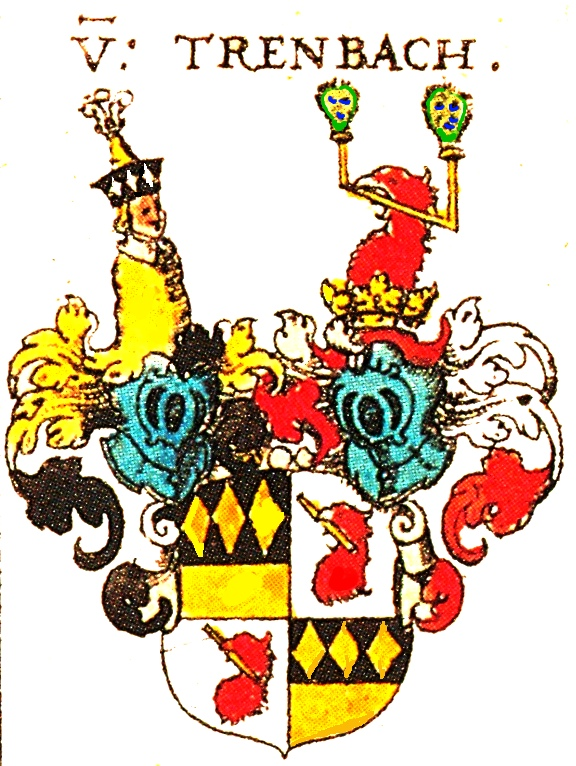
Wappen der Herren von Trenbach in Johann Siebmachers Wappenbuch, 1605
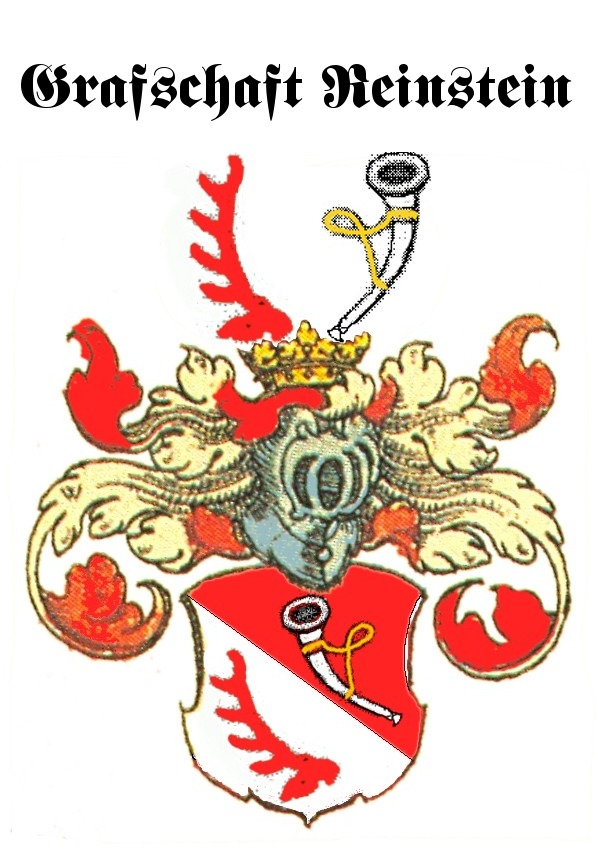
Wappen der älteren Tattenbachs vom Stammhaus Ober- und Untertattenbach und der Grafschaft Reinstein
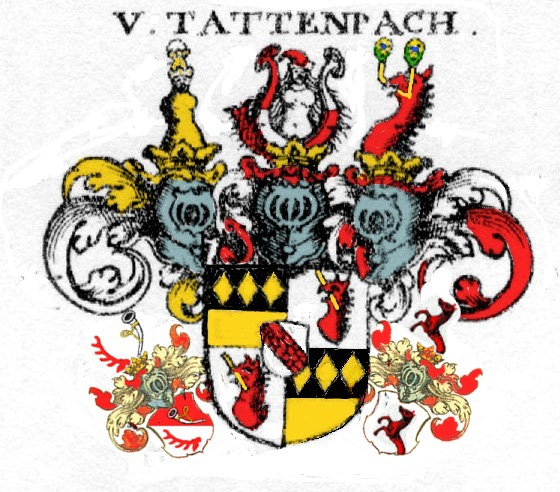
Wappen derer von Tattenbach nach Johann Siebmacher
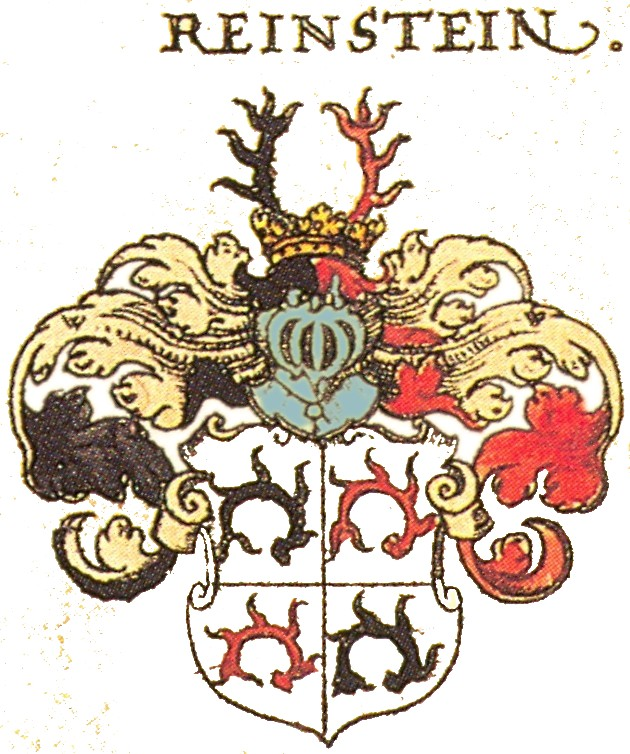
Stammwappen der Grafen von Reinstein mit den Hirschstangen, Johann Siebmacher, 1605
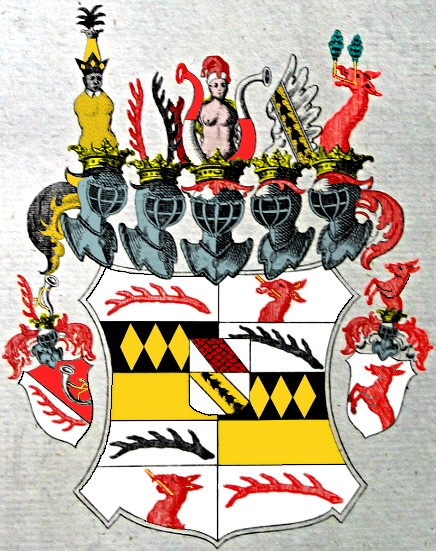
Spätes Wappens (um ca. 1750) der älteren Tattenbach mit fünf Helmen

Das Stammwappen stellt einen schrägen, von recht angelehnten, roten geschruppten Balken dar. Kleinod auf dem Schild. Eine armlose, blonde Nixe mit roter Kopfbedeckung und rotem Fischschwanz. Auf den allermeisten Darstellung ist diese Meerjungfrau zwischen zwei großen Rinderhörnern mit Mundstück positioniert.
Trenbacher Wappen: Die von Tattenbach erbten 1567 durch Einheirat, das Wappen derer von Trenbach. Hiervon gibt es ist im Wappenbuch des churbayrischen Adels eine wunderbare Variante (Image 57). Es zeig den geviertelten Schild, in zwei diagonal gegenüberliegenden Quadranten ist ein Greifvogel mit einem Goldstab im Schnabel dargestellt. Die anderen beiden Quadranten stammen aus einem ebenfalls ererbten Wappen des Adelsgeschlechtes der Intobler. Der Schild ist abermals waagrecht geteilt, die untere Fläche ist golden eingefärbt, in die oberen schwarze Hälfte stehen senkrecht drei goldene Rauten. Kleinod: Über dem sind zwei gekrönte Helme, beiden Helme, aus der einen Krone wächst wieder dieser Greif nun mit einer goldenen Gabel im Schnabel. Die jeweiligen Spitzen schließen mit einer Krone ab in der eine Pfauenfeder(-auge) steckt. In der anderen Krone (Intoblerhelm) steckt ein armlose männliche Figur, in manchen Darstellungen und Beschreibungen ist es ein Mohr, im goldenen Gewand. Die Krempe des Hutes ist wiederum schwarz mit drei goldenen Rauten besetzt. Der Spitzhut selbst ist wieder golden schließt mit einer kleinen Krone ab aus in der sechs schwarze Hahnenfedern stecken in anderen Darstellungen auch abwechselnde schwarz goldene Federn.
Nebenwappen; in manchen Versionen sind diese auch ins Hauptwappen eingearbeitet.
Links ist das Wappen der Reinstein. Es zeigt einen diagonal geteilten Schild. In der oberen roten Fläche ist ein silbernes Jagdhorn, unten eine rote Hirschstange samt Ohr. Dieses Wappen wurde besonders von der älteren Linie verwendet, so ist die Hirschstange im Wappen von Bad Birnbach eingearbeitet. Das rechte kleine zeigt einen aufspringenden Wolf, es ist das Wappen des erloschenen Geschlechts der Resch von Grasensee. Beide Wappen sind gekrönt, die Kleinods auf den Wappen zeigen jeweils die Symbole des Schilds.
Alle diese Elemente sind im späten Wappen nach 1750 vereint. Hier ist zusätzlich noch ein weiterer Schild mit Helm integriert, ein schräger goldener Balken, besetzt mit aufgereihten schwarzen Eisenhüten.

### Nachleben in Gemeindewappen
Während in den Gemeindewappen von Bayerbach und Malgersdorf der typische schräge Balken aus dem Stammwappen der Tattenbach eingearbeitet ist, zeigt das Wappen von Bad Birnbach die Hirschstange vom Reinstein'schen Wappen.

Wappen der Gemeinde Malgersdorf
Wappen der Gemeinde Bayerbach (Rottal-Inn)
Markt Bad Birnbach

### Geschichte der Familie Tattenbach
- Franz Menges: Tattenbach, Freiherren und Grafen von. In: Neue Deutsche Biographie (NDB). Band 25, Duncker & Humblot, Berlin 2013, ISBN 978-3-428-11206-7, S. 796 f. (Digitalisat).
- Gabriele Greindl, Bettina Dankesreiter: Tattenbach, Adelsfamilie. In: Historisches Lexikon Bayerns, publiziert am 26. Februar 2016.
- Artikel Tattenbach, Freiherren und Grafen von. In: Carl Schmutz: Historisch-topographisches Lexicon von Steyermark, Bd. 4: Si – Z. Andreas Kienreich, Graz 1823, S. 159.
- Gerhard Schwentner: Herrschaftsausbau im Bayern der Neuzeit am Beispiel der Grafen von Rheinstein-Tattenbach. In: Zeitschrift für bayerische Landesgeschichte, Bd. 83 (2022), Heft 2, S. 517–529.

### Zu den Wappen der Familie Tattenbach
in der chronologischer Reihenfolge
- Johann Franz Eckher von Kapfing und Liechteneck: Wappenbuch des bayrischen Adels, Handschrift Cgm 2270 aus dem Jahre 1693 in der Bayerischen Staatsbibliothek, S. 112 (Digitalisat der Bayerischen Staatsbibliothek).
- Wappenbuch des churbayerischen Adels, Handschrift Cgm 1511 aus dem Jahre 1808 in der Bayerischen Staatsbibliothek, Bd. 2, S. 14 (Digitalisat der Bayerischen Staatsbibliothek).
- Konrad Tyroff: Wappenbuch des gesammten Adels des Königreichs Baiern. Verlag des Wappen-, Kunst- und Kommissions-Bureau, Nürnberg 1819.
- Martin Carl Wilhelm von Wölckern: Beschreibungen aller Wappen der fürstlichen, gräflichen, freiherrlichen und adelichen jeztlebenden Familien im Königreich Baiern. Nach heraldischen Regeln entworfen. Teil 2. Tyroff, Nürnberg 1827.

- Genealogisches Taschenbuch der deutschen gräflichen Häuser, 1855, S. 984f